# B'nai B'rith
B'nai B'rith International (hebr. בְּנֵי בְּרִית, b’né brit, dosl. Djeca Saveza) međunarodna je židovska i cionistička uslužna organizacija sa sjedištem u Sjedinjenim Američkim Državama. Osnovana je u 19. stoljeću kao kulturna udruga njemačko-židovskih useljenika u SAD-u, a danas djeluje kao Neprofitna organizacija u skladu s američkim pravom.
Glavne zadaće organizacije obuhvaćaju očuvanje sigurnosti i kontinuiteta židovskog naroda i države Izrael, te borbu protiv antisemitizma i drugih oblika netrpeljivosti.
Povijesno utemeljena na sustavu bratovskih loža i ogranaka, B'nai B'rith se tijekom druge polovice 19. i 20. stoljeća razvila u hibridni sustav koji objedinjuje klasične lože i novije organizacijske jedinice. Uz tradicionalne članove koji plaćaju članarinu, u 20. stoljeću uvodi se i širi oblik članstva temeljen na donacijama i potporama, što je postalo uobičajeno i u drugim suvremenim društvenim udrugama.

## Djelovanje u Hrvatskoj
Loža B'nai B'rith je u Zagrebu prvi puta osnovana 1926. godine, a prestala je s radom 1940. Ponovo je obnovljena 1996. i dobila je ime po dugogodišnjem zagrebačkom rabinu Gavri Schwartzu.
U literaturi se ponekad pogrešno poistovjećuje B'nai B'rith s ložama slobodnih zidara, primjerice u knjizi Ivana Mužića Masoni u Hrvatskoj 1918.–1967. (1993.). Prema liječniku Đuri Obersonu, članu B'nai B'rith lože, takva tvrdnja nije točna. Primjer je loža B'nai B'rith "Menora" osnovana 1938. u Osijeku. Njezin rad bio je kulturno-humanitaran: pomaganje studentima, bolesnima, siročadi i promicanje međusobnog razumijevanja, bez političkih ciljeva. Članovi su bili uglavnom liječnici, odvjetnici, ljekarnici i trgovci. Iako su pojedini Židovi u Hrvatskoj prije 1941. bili slobodni zidari, članovi B'nai B'rith loža to nisu bili. Organizacija je imala sasvim drukčiji karakter i ciljeve te se ne može izjednačavati sa slobodnim zidarstvom.

### Poznati članovi
- Viktor Aleksander, državni odvjetnik

## Vanjske poveznice
- Službena stranica
- B'nai B'rith loža "Gavro Schwartz", Zagreb
- B'nai B'rith Europe